# Tweestijlige meidoorn
Tweestijlige meidoorn (Crataegus laevigata, synoniem: Crataegus oxyacantha) is een soort uit het geslacht meidoorn (Crataegus). 

## Determinatie
Tweestijlige meidoorn lijkt erg veel op eenstijlige meidoorn (Crataegus monogyna); hieronder worden alleen de verschillen besproken.
De bladeren zijn minder diep ingesneden dan bij eenstijlige meidoorn. De lobben zijn derhalve korter. Ook zijn ze stomper en altijd getand. Aan de onderzijde ontbreken de bosjes haar in de oksels van de nerven. De bloemen hebben meestal twee stijlen. De vruchten hebben meestal twee pitten, soms zelfs drie. Cultivars kunnen rode of roze bloemen hebben (zoals de cultivar 'Paul's Scarlet').

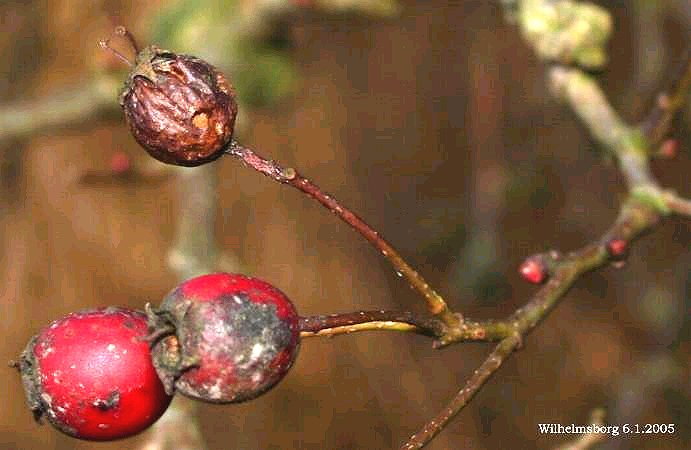
Vruchten

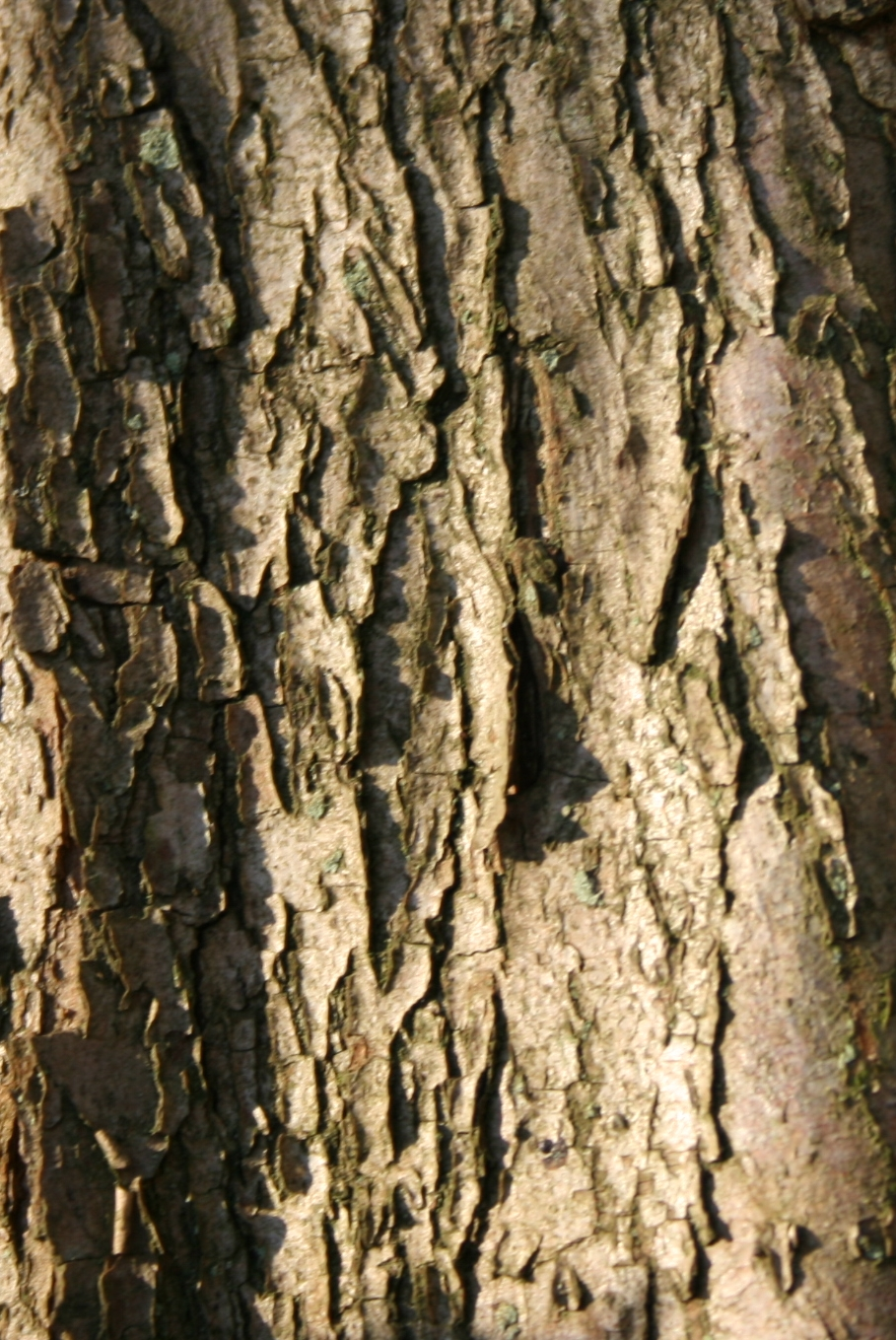
Schors